# Nikolaj Kynin
Nikolaj Dmitrievič Kynin (in russo Николай Дмитриевич Кынин?; trasl. angl. Nikolai Dmitriyevich Kynin; Nikolskoye, 30 marzo 1890 – 30 maggio 1916) è stato un calciatore russo, di ruolo centrocampista.

## Carriera

### Club
Ha cominciato la sua carriera nell'OKS Nikolskoye, squadra della sua città natale; passò quindi all'Orechovo Zuevo.

### Nazionale
È stato convocato per i giochi olimpici, disputando la prima storica partita della nazionale russa contro la Finlandia, proprio alle Olimpiadi.
La sua seconda e ultima partita fu l'amichevole contro l'Ungheria giocata il 14 luglio 1912.

## Statistiche

### Cronologia presenze e reti in Nazionale
| Cronologia completa delle presenze e delle reti in nazionale ― Russia | Cronologia completa delle presenze e delle reti in nazionale ― Russia | Cronologia completa delle presenze e delle reti in nazionale ― Russia | Cronologia completa delle presenze e delle reti in nazionale ― Russia | Cronologia completa delle presenze e delle reti in nazionale ― Russia | Cronologia completa delle presenze e delle reti in nazionale ― Russia | Cronologia completa delle presenze e delle reti in nazionale ― Russia | Cronologia completa delle presenze e delle reti in nazionale ― Russia |
| Data                                                                  | Città                                                                 | In casa                                                               | Risultato                                                             | Ospiti                                                                | Competizione                                                          | Reti                                                                  | Note                                                                  |
| --------------------------------------------------------------------- | --------------------------------------------------------------------- | --------------------------------------------------------------------- | --------------------------------------------------------------------- | --------------------------------------------------------------------- | --------------------------------------------------------------------- | --------------------------------------------------------------------- | --------------------------------------------------------------------- |
| 30-6-1912                                                             | Traneberg                                                             | Finlandia                                                             | 2 – 1                                                                 | Russia                                                                | Olimpiadi 1912                                                        | -                                                                     |                                                                       |
| 14-7-1912                                                             | Mosca                                                                 | Russia                                                                | 0 – 12                                                                | Ungheria                                                              | Amichevole                                                            | -                                                                     |                                                                       |
| Totale                                                                |                                                                       | Presenze                                                              | 2                                                                     |                                                                       | Reti                                                                  | 0                                                                     |                                                                       |